# Pyrinia chrysops
Pyrinia chrysops là một loài bướm đêm trong họ Geometridae.